# Nokia 1650
Le Nokia 1650 est un téléphone de l'entreprise Nokia. Il est monobloc.

## Caractéristiques
- Système d'exploitation Symbian OS
- GSM
- 104 × 44 × 17,8 mm   pour 80 grammes
- Écran 128 × 160 pixels
- Batterie 1 020 mAh
- Appareil photo numérique : non
- Radio FM
- Vibreur
- DAS : 0,98 W/kg.